# سلیم‌سانان
سلیم‌سانان یا آبچلیک‌سانان (نام علمی: Charadriiformes) راسته ای از پرنده‌ها با جثه‌های متفاوت است. این راسته دارای حدود ۳۵۰ گونه پرنده است که در بسیاری از نقاط جهان زندگی می‌کنند.